# Escandar Algeet
Escandar Algeet (Palencia, 1984) es un poeta español, de madre española y padre sirio, asentado en Madrid.

## Estudios de cine
Escandar, con diecisiete años, estudió en una escuela de cine de Ponferrada. Marchó a Madrid, donde continuó formándose en el ES Puerta Bonita.

## Poesía
En Madrid comenzó a frecuentar espacios literarios, acudiendo por las noches a círculos de poesía como el ya cerrado Bukowski Club, donde fue con idea de aprender cosas nuevas y acabó recitando. Encantado con ese mundo, fue dejando algo de lado el de los rodajes por el de la lírica, y empezó a editar la revista Pro-vocación. A finales del 2008 conoció a Marcus Versus, otro poeta que también solía frecuentar este tipo de ambientes y estaba, por aquel entonces, intentando hacerse hueco con su editorial Ya lo dijo Casimiro Parker], donde en diciembre de 2009 Escandar publicó Alas de mar y prosa, que va ya por su novena edición. Este primer libro recogía prácticamente toda su vida, donde se podía encontrar poesía, prosa y hasta un guion cinematográfico. Tal y como afirmó el propio Escandar en una entrevista, Alas de mar y prosa "es un muestrario donde plasmo la vida de mi familia, de mis amigos, todos mis yoes y un remix de todo mi entorno". Quiso, además, hacer un videopoemario añadiéndole música. El resultado fue una guitarra de fondo y una obra audiovisual titulada Co-razones.
En 2013 publicó Un invierno sin Sol que, pese a encontrar en los primeros poemas relatos de su infancia y destacar el importante papel que han tenido las mujeres en su vida, criado alrededor de ellas, el libro se centra, sobre todo, en una mujer: Sol. El libro tuvo también una gran acogida por el público y, en medio de este nuevo movimiento poético que parecía estar naciendo, abrió junto con Marcus Versus y otros dos socios un bar en Malasaña llamado Aleatorio, que parecía hacer en cierto modo un relevo al Bukowski Club, puesto que es también un bar de poesía.
En el 2015 Escandar publicó dos libros a la vez: Y toda esa mierda y Ojalá joder. El título del primero se debe a que, como él mismo afirma, trata temas que hasta a él le acaban aburriendo, como es el amor. En el segundo, sin embargo, habla de sueños y anhelos.
En 2017 publica en Ya lo dijo Casimiro Parker su poemario La risa fértil; y en el año 2021 se publicó el poemario Hogares.

## Curiosidades
Escribió su primer poema a los dieciocho años y trataba de la libertad.
En ocasiones, de forma errónea, se le ha adjudicado Co-razones a Carlos Salem, debido a Escandar Algeet que toma uno de sus versos al comienzo.
En una entrevista afirmó que lo más extraño que le había hecho vivir la poesía, había sido comprender a su padre. 
Su nombre significa Alejandro.
La palabra preferida de Escandar es joder, en "todas sus vertientes". La segunda es ojalá y, la tercera, poesía.
Ha colaborado en un nuevo género literario llamado "Narrativa de un metaprólogo en expansión" creado por el artista Omar Jerez.[cita requerida]

## Obras
- Alas de mar y prosa, 2009
- Un invierno sin Sol, 2013
- Ojalá joder, 2015
- Y toda esa mierda, 2015
- La risa fértil, 2017
- Hogares, 2021